# Arsenolamprit
Arsenolamprit je minerál obsahující arsen.

## Vznik a výskyt
Hydrotermální na rudních žilách v doprovodu arsenu, bismutu, stříbra a dalších minerálů. Jeho krystalky a prožilky jsou známé v asociaci s arsenidy mědi z Černého dolu a z Jáchymova v Česku a z Marienbergu v Německu, nově se hojně vyskytl v Cavnicu v Rumunsku.

## Vlastnosti
- Barva: šedobílá, potahuje se černým povlakem.
- Vryp: černý, Lesk: kovový až diamantový.
- Hustota: 5,6.
- Tvrdost: 2.
- Štěpnost: dokonalá.
- Morfologie: jehlicovité krystalky, tabulkovité a vějířovité agregáty, kusový.
- Četnost výskytu: raritní.